# Onyx Collective
Onyx Collective é uma marca de conteúdo pertencente e operada pela Disney General Entertainment Content, que consiste principalmente em projetos de criadores de cor e outros grupos subrepresentados. A marca foi lançada pela primeira vez em 17 de maio de 2021, com vários projetos em desenvolvimento para Hulu, Disney+ e Star+.
A Onyx Collective é atualmente liderada por Tara Duncan, que também atua como presidente da rede irmã Freeform.

## História
Em abril de 2021, a presidente da Walt Disney Television, Dana Walden, mencionou pela primeira vez a existência de uma nova iniciativa de programação com foco em BIPOC na divisão de conteúdo geral de entretenimento da Disney e no Hulu. Após o lançamento oficial da marca em 17 de maio de 2021, a Onyx anunciou uma série de projetos futuros produzidos por criadores negros notáveis, incluindo Questlove, Oprah Winfrey e Prentice Penny. Sua primeira aquisição de conteúdo, Summer of Soul, recebeu um lançamento limitado nos cinemas em parceria com a Searchlight Pictures em 25 de junho de 2021, com aclamação da crítica antes de ser lançado no Hulu no fim de semana seguinte.
Em setembro de 2021, Onyx Collective e Hulu deram luz verde ao drama legal Reasonable Doubt para um pedido de série, marcando a primeira série com roteiro da marca.

## Programação

### Drama
| Título           | Gênero         | Estreia                | Temporadas               | Duração    | Status   |
| ---------------- | -------------- | ---------------------- | ------------------------ | ---------- | -------- |
| Reasonable Doubt | Drama jurídico | 27 de setembro de 2022 | 1 temporada, 9 episódios | 46–55 min. | Pendente |

### Documentários
| Título         | Parceiro de produção | Estreia             | Duração         |
| -------------- | -------------------- | ------------------- | --------------- |
| Summer of Soul | Searchlight Pictures | 2 de julho de 2022  | 1 hora, 57 min. |
| Aftershock     | ABC News             | 19 de julho de 2022 | 1 hora, 26 min. |

#### Docusséries
| Título                | Parceiro de produção | Estreia               | Temporadas               | Duração | Status   |
| --------------------- | -------------------- | --------------------- | ------------------------ | ------- | -------- |
| The Hair Tales        | OWN                  | 22 de outubro de 2022 | 1 temporada, 6 episódios | 41 min. | Pendente |
| Aguardando lançamento |                      |                       |                          |         |          |
| The 1916 Project      | Lionsgate            | 26 de janeiro de 2023 | TBA                      | TBA     | Pendente |